# JerAZ
JerAz (ryska: Ереванский Автомобильный Завод, Jerevanskij Avtomobilnyj Zavod, armeniska: Երեւանի ավտոմոբիլային գործարանի) var en biltillverkare i Armeniens huvudstad Jerevan. Företaget är främst känt för att ha tillverkat bilmodellen RAF-977 mellan åren 1966 och 1996. 

## Historik
Företaget etablerades i december 1964 av Minavtoprom, den sovjetiska myndighet som ansvarade för biltillverkning, för att licenstillverka modellen RAF-977 på en lokal gaffeltruckfabrik. Tillverkningen flyttade i september 1965 till nya och egna fabrikslokaler.
Företaget byggde en förbättrad ErAZ 762A från 1969. År 1973 tillverkades 6,500 fordon och 1975 12.000.
Ingenjörerna på ErAZ konstruerade 1971 den nya 3730.
Företaget gick i konkurs 2002. 

## Bildgalleri

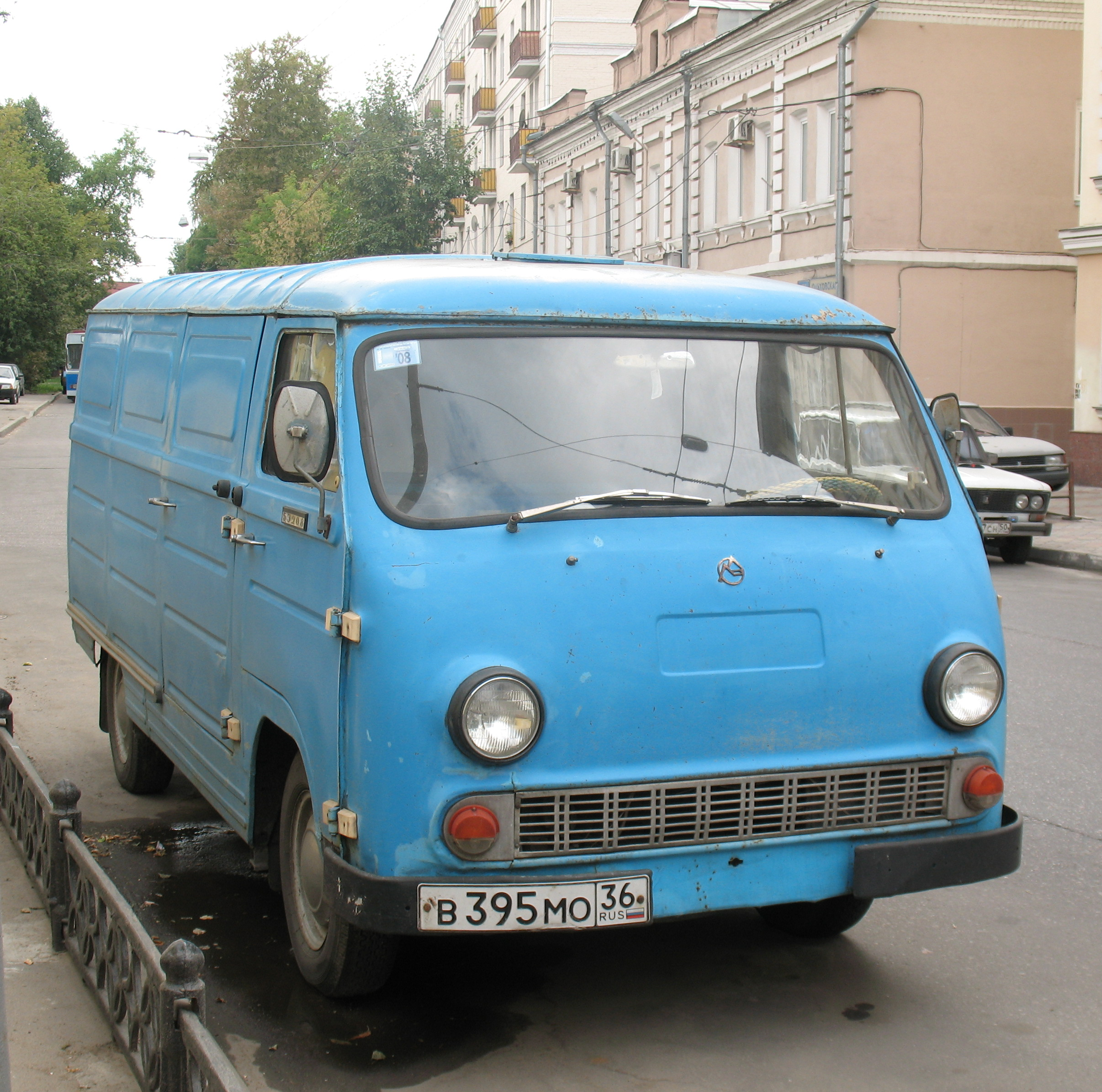
ErAZ 762 skåpbil